# Fort d’Aubervilliers (Métro Paris)
Fort d’Aubervilliers [fɔʁ dobɛʁvilje] ist eine unterirdische Station der Pariser Métro. Sie befindet sich unterhalb der Avenue Jean Jaurès im Pariser Vorort Aubervilliers und wird von der Métrolinie 7 bedient. Die Station ist nach dem gleichnamigen ehemaligen Fort benannt.
Die Station wurde am 4. Oktober 1979 in Betrieb genommen, als der Abschnitt der Linie 7 von der Station Porte de la Villette bis zur Station eröffnet wurde. Bis zum 6. Mai 1987 war sie der nördliche Endpunkt der Linie 7.